# Joaquín Castillo Duany
José Joaquín Castillo Duany (Santiago de Cuba, Cuba, 15 de mayo de 1858 - París, Francia, 21 de noviembre de 1902) fue un médico y militar cubano.

## Orígenes y primeros años
Nació en la importante ciudad de Santiago de Cuba, Cuba, el 15 de mayo de 1858. Hijo de una familia adinerada, su hermano mayor Demetrio, nació dos años antes, en 1856.
Recibió su educación en los Estados Unidos, como muchos niños de familia rica de la época, incluyendo su hermano. José Joaquín se graduó de médico cirujano en la Universidad de Pensilvania, en 1880. Prestó su servicio militar como médico en la Marina de Estados Unidos.
En dicho servicio militar, participó en una expedición al Polo Norte, en la cual, adquirió cierta experiencia naval. A su regreso a California, fue aclamado como héroe por los estadounidenses. Igualmente, viajó por Alaska, Siberia y la costa norte del Imperio Ruso, así como por Estados Unidos y Francia.
En 1883, regresó a su ciudad natal, ya habiéndose casado. Pronto, comenzó a involucrarse en las diferentes conspiraciones que los cubanos de la época tejían con el objetivo de independizar a Cuba de España.
En 1890, José Joaquín y su hermano Demetrio, participaron en la fallida conspiración conocida como la Paz del Manganeso. En dicho año, el General independentista cubano Antonio Maceo regresó a Cuba, por un breve tiempo, visitando la ciudad natal de los hermanos Castillo Duany, quienes organizaron un banquete en su honor.

## Guerra Necesaria
Años más tarde, el 24 de febrero de 1895, estalló la Guerra Necesaria, tercera guerra por la independencia de Cuba, organizada por el Partido Revolucionario Cubano que encabezaba José Martí.
En dicha guerra, José Joaquín participó en siete expediciones armadas para reforzar a las tropas independentistas cubanas con armas, pertrechos y hombres. Alcanzó los grados de General de Brigada (Brigadier), con los cuales, finalizó la guerra en 1898.

## Últimos años y muerte
Terminada la guerra y establecida la República, José Joaquín, ya con la salud muy deteriorada, viajó a París, Francia, con el propósito de restaurar su salud. Sin embargo, no logró recuperarse y falleció el 21 de noviembre de 1902. Al morir, tenía 44 años. Actualmente, el Hospital Militar de Santiago de Cuba lleva su nombre.